# Archipel de l'impératrice Eugénie
L’archipel Impératrice-Eugénie (en russe : Архипелаг Императрицы Евгении ; Arkhipelag Imperatritsy Ievgueni) est un archipel dans le golfe de Pierre-le-Grand au Nord-Ouest de la mer du Japon, au large du kraï du Primorié. Ces îles relèvent de la ville de Vladivostok.
L'archipel est composé de cinq îles, Rousski, Popova, Rikorda, Reïneke et Shkota avec quelques dizaines d'îlots plus petits et de rochers (en russe : кекур). Rousski, de loin la plus grande île, couvre les deux tiers de la superficie de l'archipel.
En 2005, on comptait 6 810 personnes.

## Histoire
Ces îles, repérées d'abord par des marins français et britanniques au début des années 1850, furent ensuite baptisées du nom d'Eugénie de Montijo, impératrice des Français.
En 1855 ce groupe d'îles parut pour la première fois sur une carte française. En 1858, elles furent visitées par les Russes, venus à bord de la corvette America, dirigée par Efim Alexeïevitch Poutiatine.
En 1859, elles furent partiellement explorées et décrites par l'équipage de la corvette Strelok et encore une fois par celui de la corvette Amerika. La même année parut une carte russe où figuraient les repérages faits par les deux navires.
En 1862, les îles furent étudiées et décrites en détail par une expédition dirigée par le lieutenant Babkine, et c'est alors que la plupart des noms actuels lui furent donnés. Parut ensuite en 1865 une carte qui décrivait en détail l'archipel tout entier.
À l'époque soviétique le nom de l'archipel disparut et les îles furent simplement nommées Île Rousski et les autres îles les «îles situées au sud de l'île Rousski».
En 1994, l'ancienne dénomination de l'archipel fut reprise.